# Anchura a media altura

anchura a media altura

La Anchura a media altura, abreviada FWHM (del inglés Full Width at Half Maximum) es una medida de la extensión de una función, que viene dada por la diferencia entre los dos valores extremos de la variable independiente en los que la variable dependiente es igual a la mitad de su valor máximo.
La FWHM se aplica a fenómenos tales como la duración de un pulso y la anchura espectral de fuentes 
utilizadas para comunicaciones ópticas y la resolución de espectrómetros.
Cuando la función considerada es una distribución normal de la forma
| Símbolo                 | Nombre                                                                            |
| ----------------------- | --------------------------------------------------------------------------------- |
| {\displaystyle \sigma } | Desviación típica                                                                 |
| {\displaystyle x_{0}}   | Puede ser cualquier valor (la anchura de la función no cambia con una traslación) |

La relación entre FWHM y la desviación típica es
{\displaystyle \mathrm {FWHM} =2{\sqrt {2\ln 2}}\;\sigma \approx 2.35482\;\sigma .}